# Matej Beňuš
Matej Beňuš, född den 2 november 1987 i Bratislava, Tjeckoslovakien, är en slovakisk kanotist. Vid de olympiska kanottävlingarna 2016 i Rio de Janeiro tog han ett silver i C-1 slalom.
Han tog sex VM-guld i lagtävlingarna i C-1 slalom 2009, 2010, 2011, 2013, 2014 och 2015 samt ett brons i individuell C-1 slalom 2011.

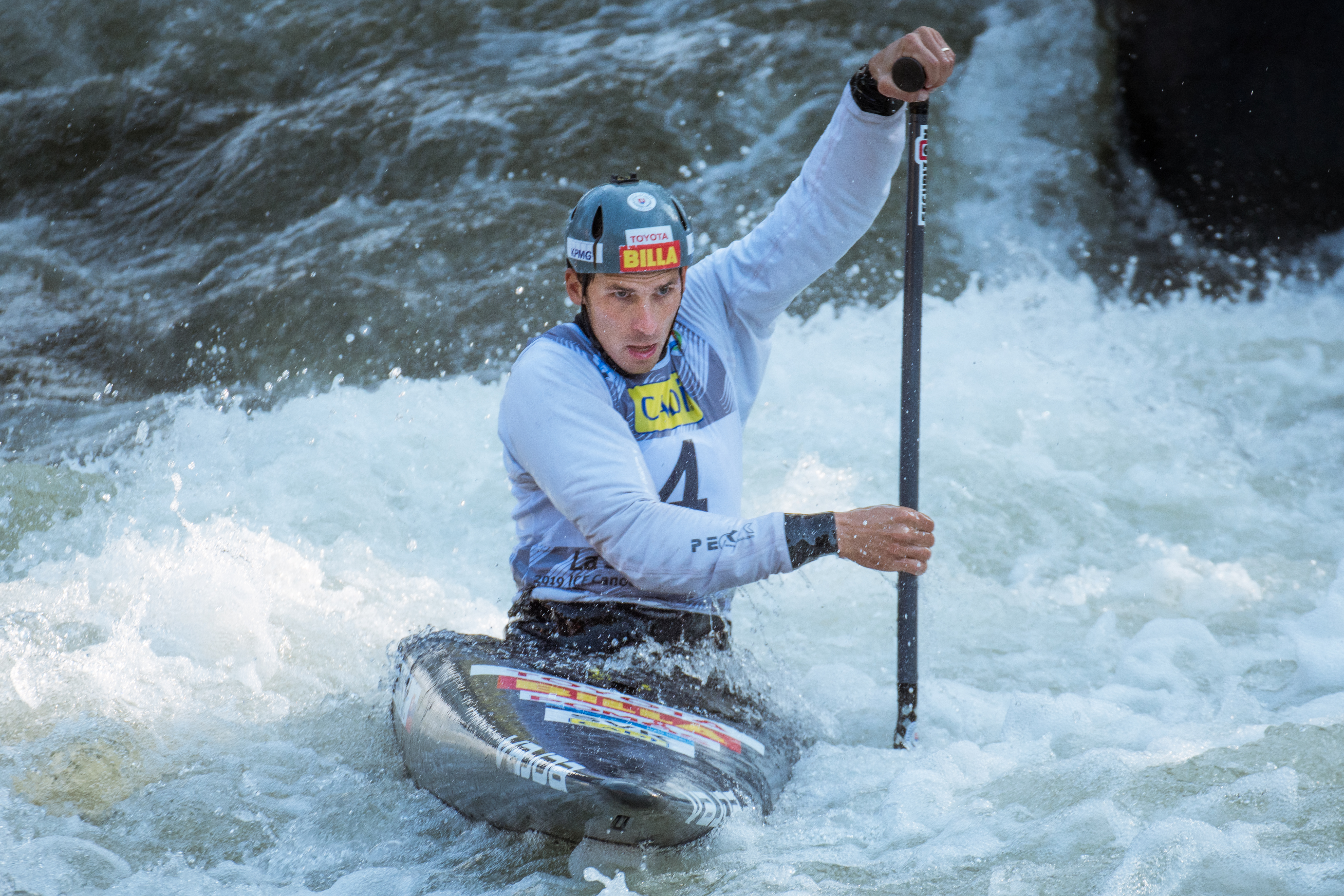
Matej Beňuš (2019)